# دينيسا روسولوفا
دينيسا روسولوفا (مواليد 21 أغسطس 1986) هي لاعبة ألعاب قوى سابقة تشيكية، فازت بعدة ميداليات في بطولة أوروبا.